# 星置駅

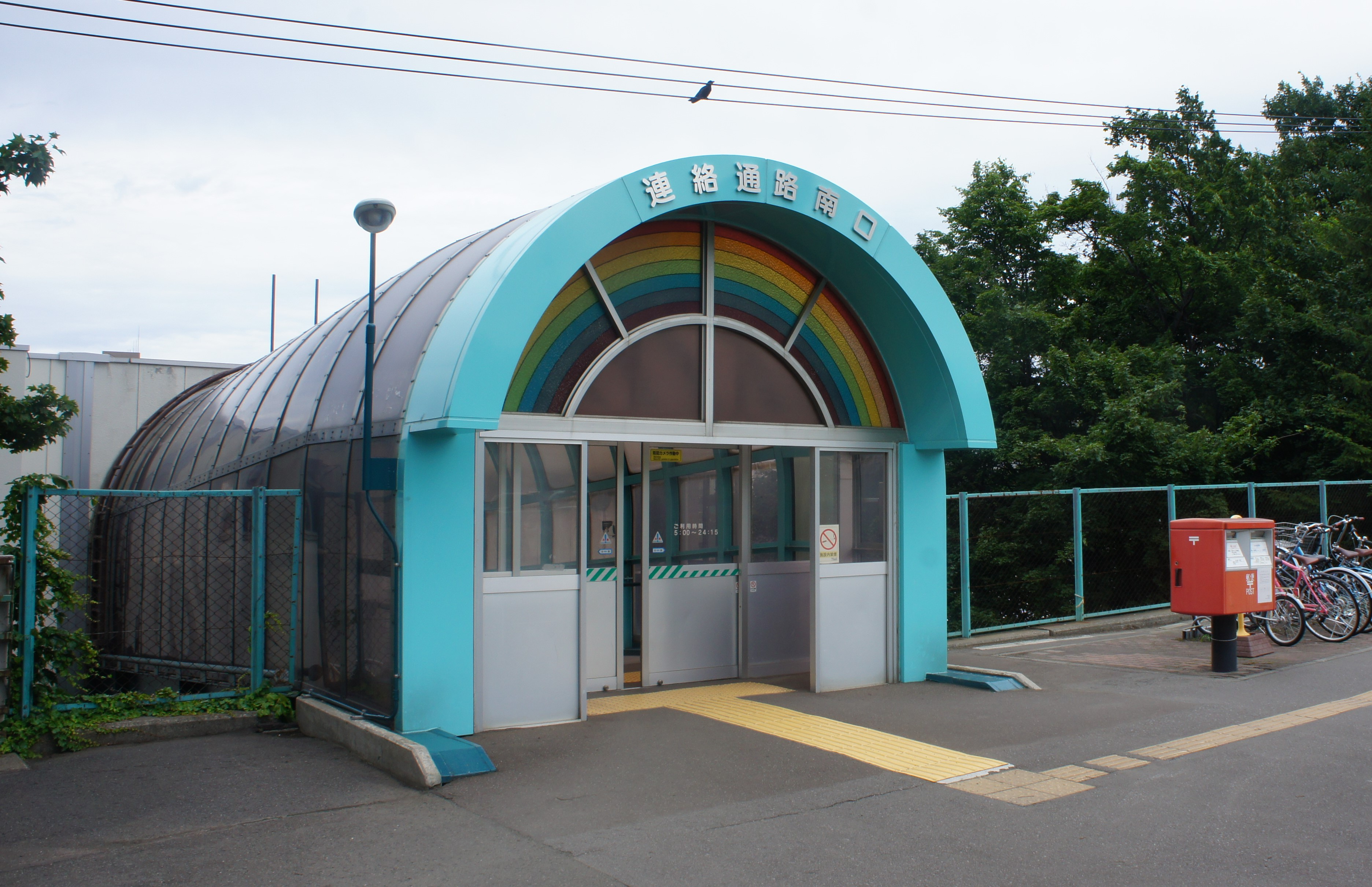
南口（2018年8月）

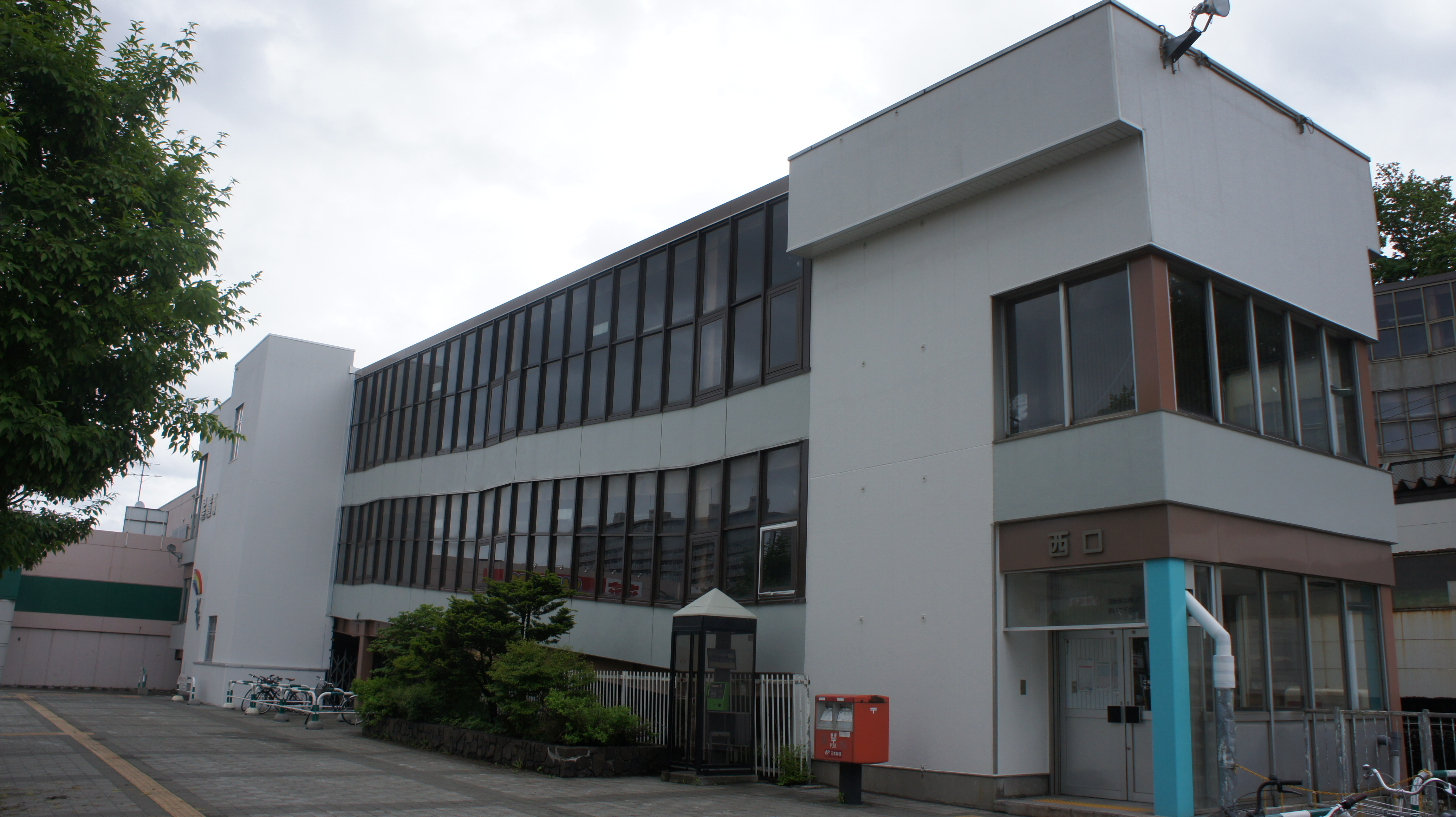
西口（2017年5月）

星置駅（ほしおきえき）は、北海道札幌市手稲区星置1条3丁目にある、北海道旅客鉄道（JR北海道）函館本線の駅である。駅番号はS09。電報略号はホシ。

## 歴史
当駅設置以前の1923年（大正12年）3月6日に、当地には星置仮信号場が開業していたが後年（時期不明）廃止されている。

### 年表
- 1985年（昭和60年）10月1日：国鉄の旅客駅として、星置駅が開業[2][新聞 1]。普通列車上下82本（休日運転5本含む）すべてが停車（札幌市西区手稲稲穂501番地）。
- 1987年（昭和62年）4月1日：国鉄分割民営化に伴い、北海道旅客鉄道（JR北海道）の駅となる。
- 1998年（平成10年）12月1日：自動改札機を設置し、供用開始[3]。
- 2005年（平成17年）11月21日：駅ナカBANK（北洋銀行ATM）設置[新聞 2]。
- 2007年（平成19年）10月1日：駅ナンバリングを実施（S09）[報道 1]。
- 2008年（平成20年）10月25日：ICカード「Kitaca」使用開始[報道 2]。
- 2009年（平成21年）4月1日?：連絡通路の北側・南側にエレベータを設置・供用開始。
- 2010年（平成22年）3月10日：すべての改札機でKitacaが使用可能になる。
- 2016年（平成28年）9月20日：キヨスクが閉店。
- 2022年（令和4年）度：話せる券売機を設置[4]。
- 2024年（令和6年）3月16日：同日のダイヤ改正で、快速「ニセコライナー」と日中帯の快速「エアポート」の停車駅となる[5][6]。

### 駅名の由来
駅設置の際、星置団地と隣接していることと住民の要望から命名された。

## 駅構造
相対式ホーム2面2線（ホーム長：180m）を持つ橋上駅。駅舎の入口上部には、虹と星のマークが描かれている。
手稲駅管理の業務委託駅（北海道ジェイ・アール・サービスネット）。みどりの窓口、自動券売機、話せる券売機、自動改札機、AED設置。
出口は南口、北口、西口の3か所。崖下に線路が走っているため、北口と西口からは階段を昇って、南口からは階段を降りて駅舎に入る。
1995年3月にほしみ駅が開業するまでは、当駅始終着の列車が設定されていた。

### のりば
| 番線 | 路線      | 方向 | 行先                             |
| ---- | --------- | ---- | -------------------------------- |
| 1    | ■函館本線 | 上り | 小樽・倶知安方面                 |
| 2    | ■函館本線 | 下り | 手稲・札幌・新千歳空港・江別方面 |

（出典：JR北海道：駅の情報検索）

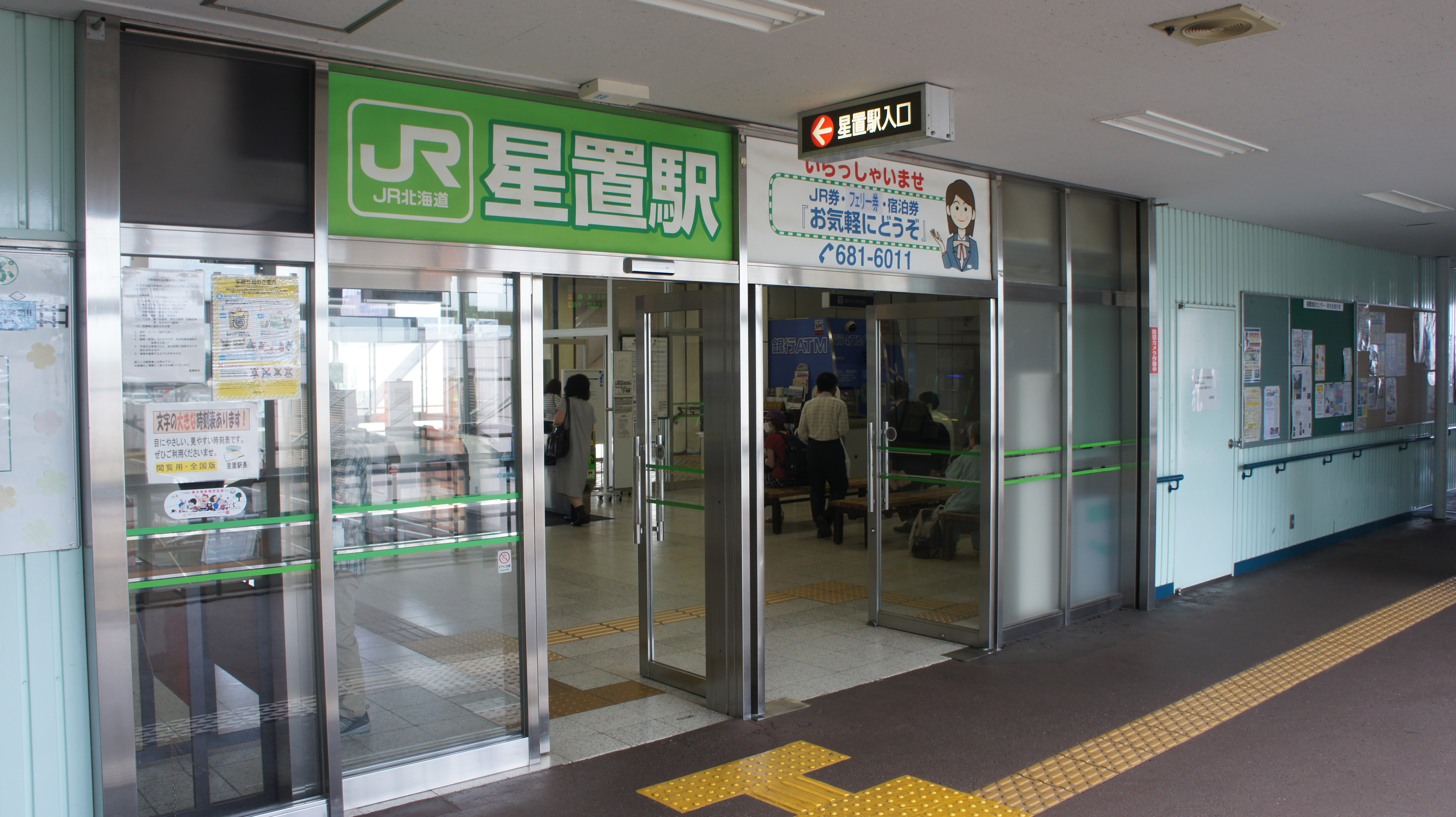
駅出入口（2018年8月）
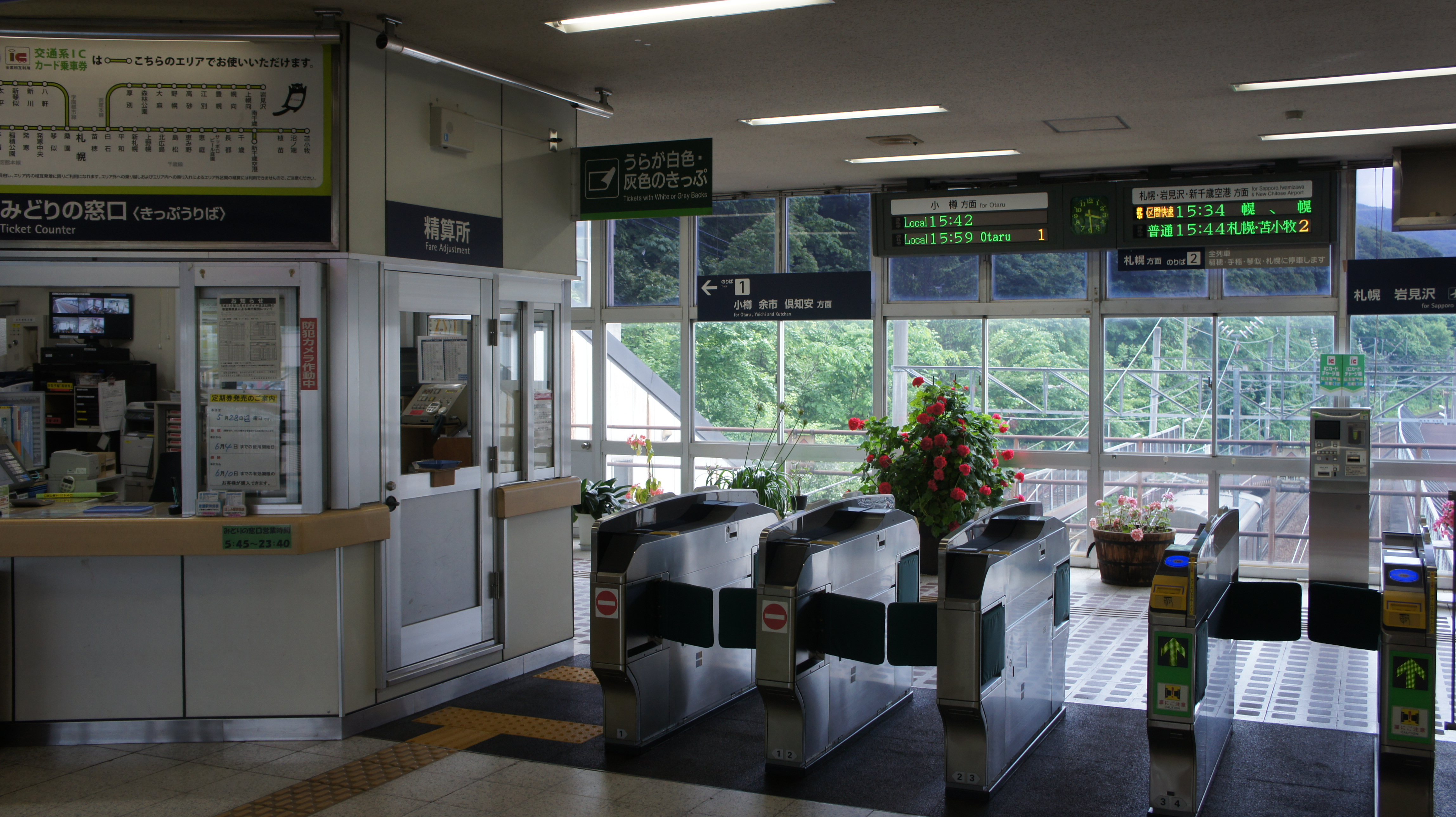
改札口（2017年5月）
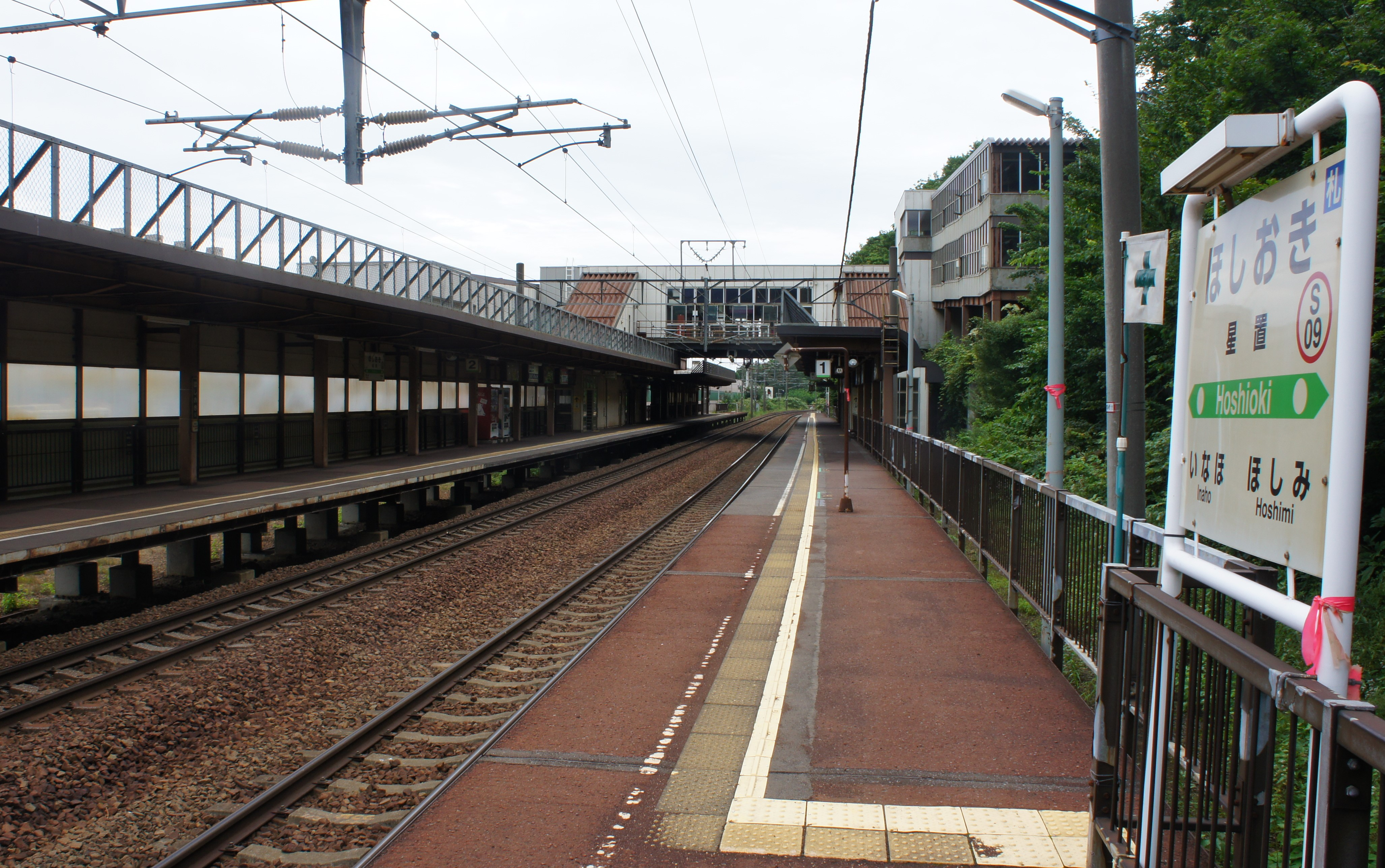
ホーム（2018年8月）
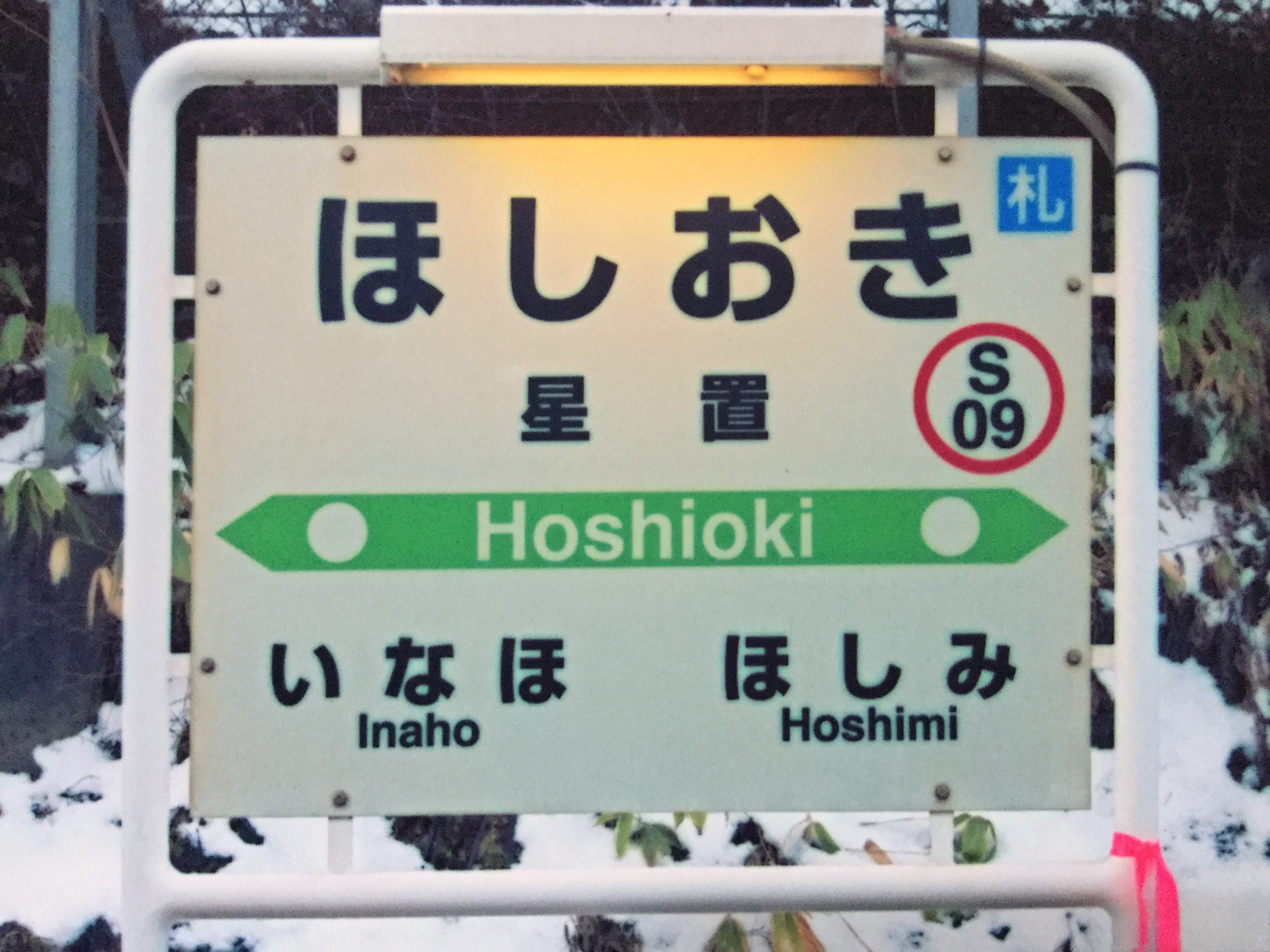
駅名標

## 利用状況
2019年（令和元年）度の1日平均乗車人員は5,930人である。
近年の1日平均乗車人員の推移は以下の通りである。
| 年度               | 1日平均 乗車人員 | 出典  |
| ------------------ | ---------------- | ----- |
| 1990年（平成02年） | 3,581            | [ 8 ] |
| ：                 |                  |       |
| 1995年（平成07年） | 5,726            | [ 8 ] |
| ：                 |                  |       |
| 2000年（平成12年） | 5,806            | [ 8 ] |
| 2001年（平成13年） | 5,901            |       |
| 2002年（平成14年） | 6,007            |       |
| 2003年（平成15年） | 6,183            |       |
| 2004年（平成16年） | 6,224            | [ 8 ] |
| 2005年（平成17年） | 6,360            | [ 8 ] |
| 2006年（平成18年） | 6,418            | [ 8 ] |
| 2007年（平成19年） | 6,445            | [ 8 ] |
| 2008年（平成20年） | 6,547            | [ 8 ] |
| 2009年（平成21年） | 6,476            | [ 8 ] |
| 2010年（平成22年） | 6,551            | [ 8 ] |
| 2011年（平成23年） | 6,559            | [ 8 ] |
| 2012年（平成24年） | 6,518            | [ 8 ] |
| 2013年（平成25年） | 6,489            | [ 8 ] |
| 2014年（平成26年） | 6,345            | [ 8 ] |
| 2015年（平成27年） | 6,264            | [ 8 ] |
| 2016年（平成28年） | 6,276            | [ 8 ] |
| 2017年（平成29年） | 6,170            | [ 8 ] |
| 2018年（平成30年） | 6,011            | [ 8 ] |
| 2019年（令和元年） | 5,930            | [ 7 ] |

## 駅周辺
駅周辺は伊藤忠商事・伊藤忠都市開発などが開発した高層マンションが林立する新興住宅街であるほか、星置地区の北部はニュータウンの造成が進んでいる。駅直結のスーパーマーケットや商店街がある。南側は丘の上を国道5号が走る。

### 北口・西口
- 下手稲通
- 星置緑地
- 手稲警察署星置交番
- 手稲星置駅前郵便局
- 北洋銀行星置支店
- 北海道銀行星置支店
- 札幌市星置スケート場
- 北雄ラッキー本社・星置駅前店（駅直結）
- コープさっぽろ 星置店
- パストラル星置
  - スーパーアークス 星置店
- 星置ファッションモール・手稲山口ショッピングタウン
- スーパーセンタートライアル手稲星置店
- 手稲自動車学校
- 札幌クレーン特殊学校
- 北海道札幌あすかぜ高等学校
- 札幌市立手稲北小学校
- 札幌市立星置東小学校
- 札幌市立星置中学校
- カインズFC星置店

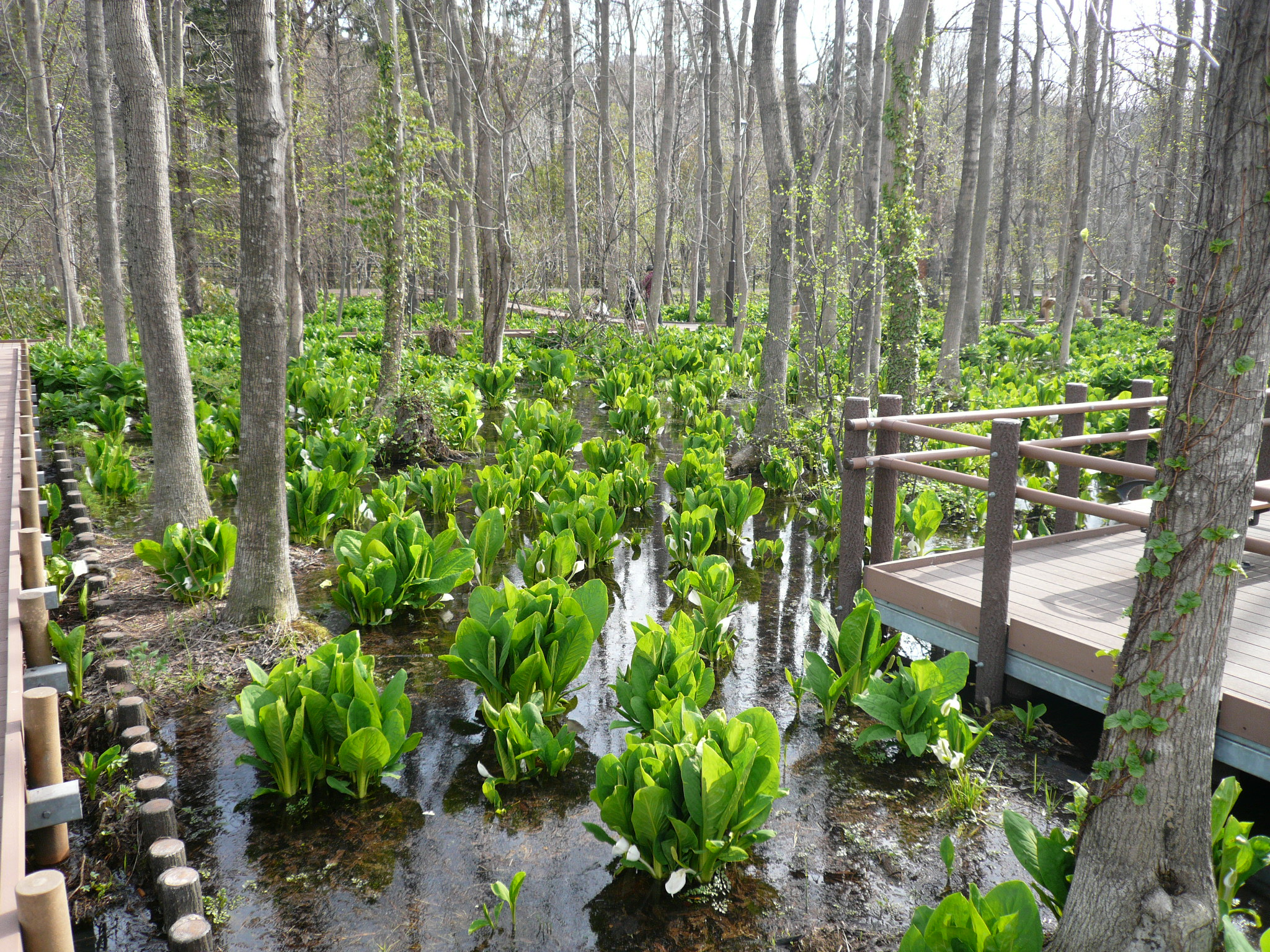
星置緑地
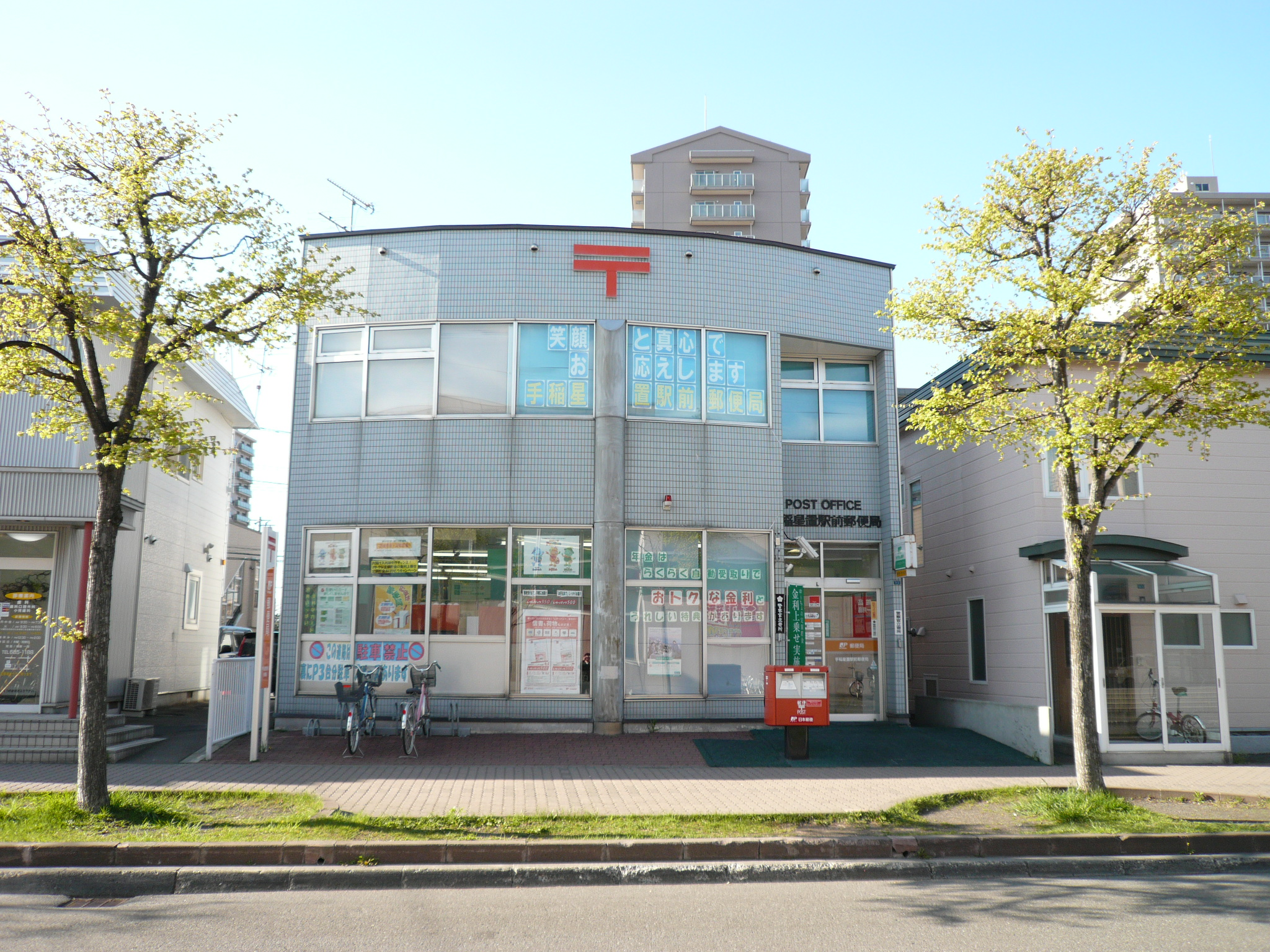
手稲星置駅前郵便局
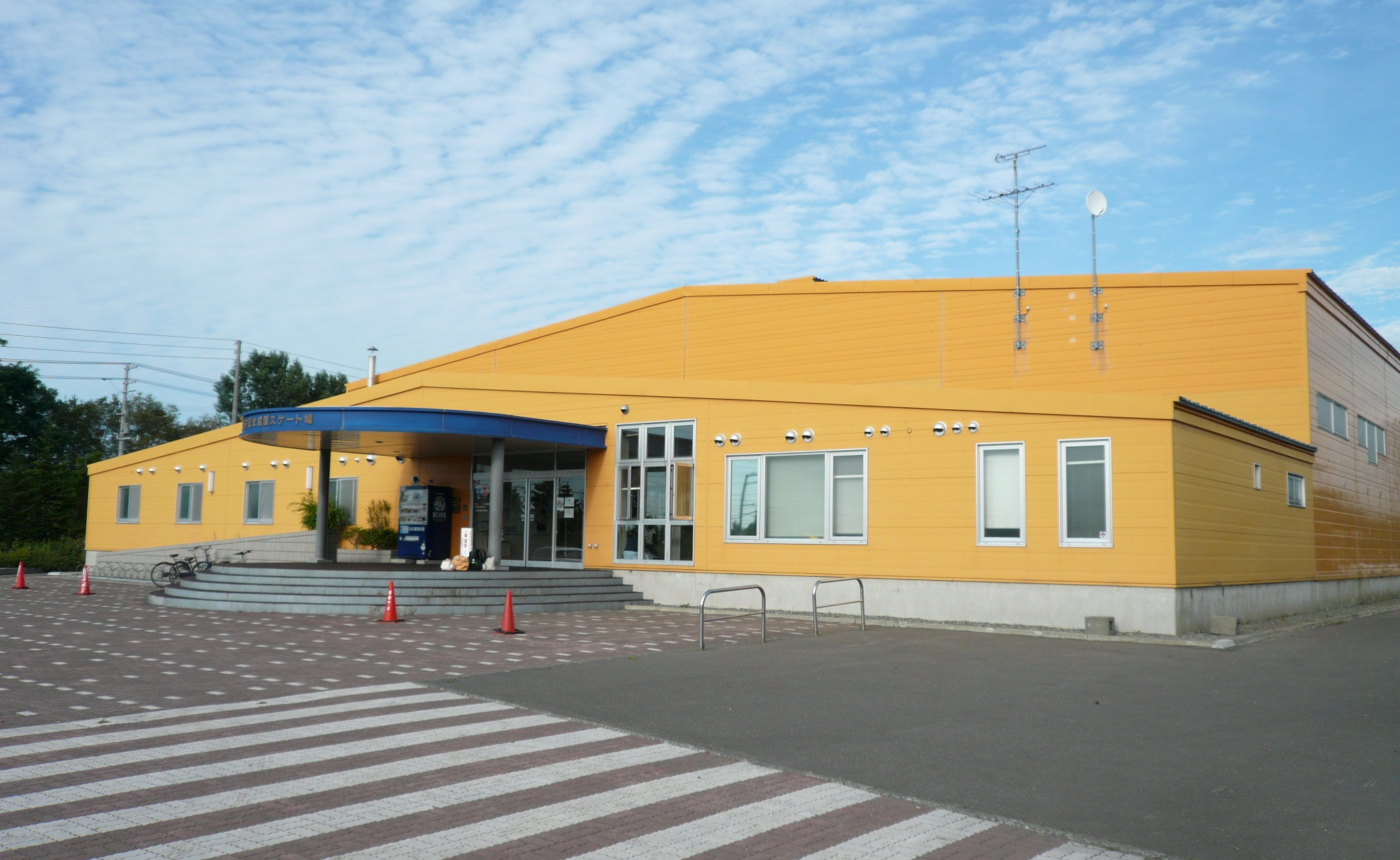
江守記念星置スケート場
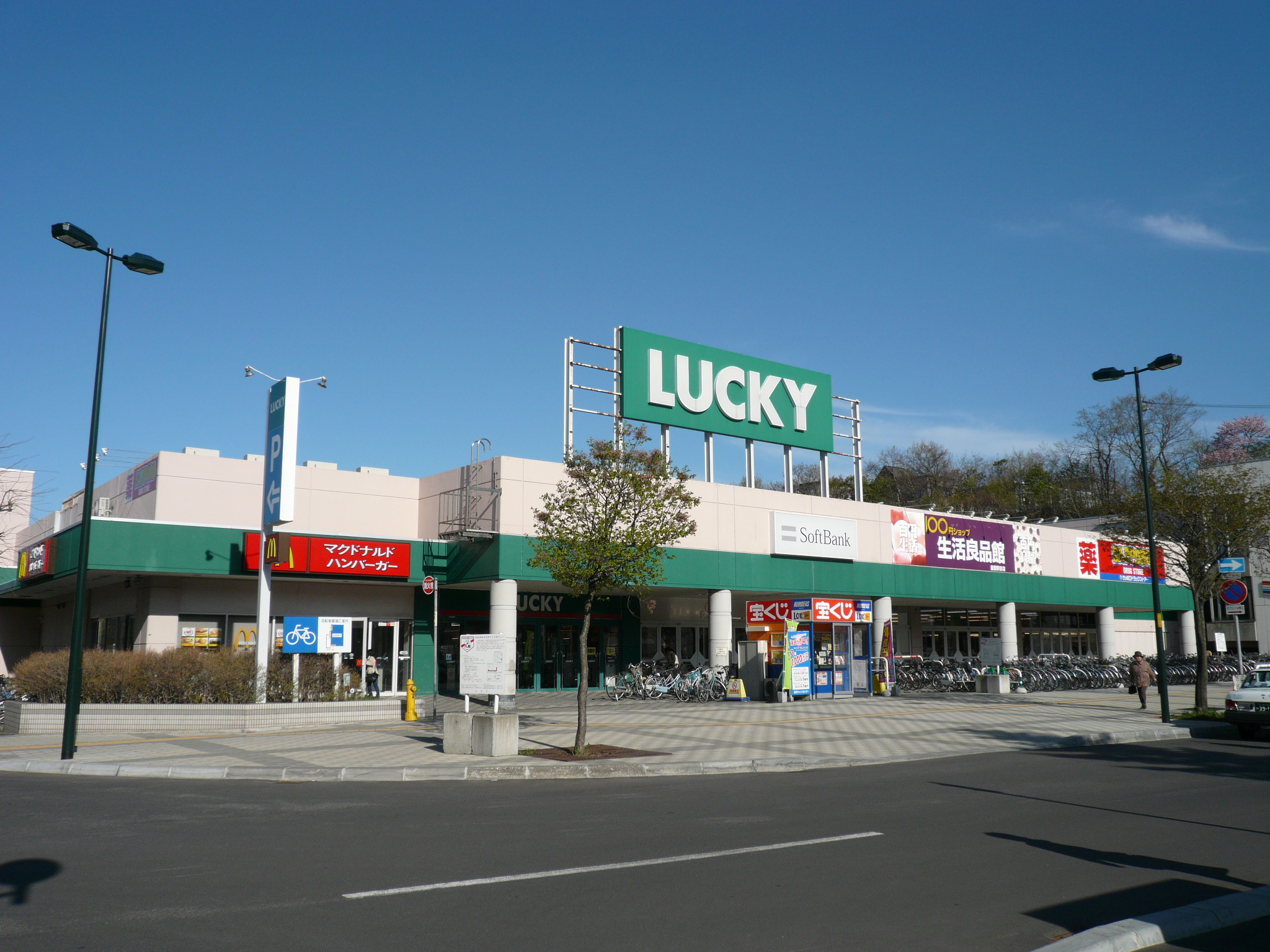
北雄ラッキー本社・星置駅前店
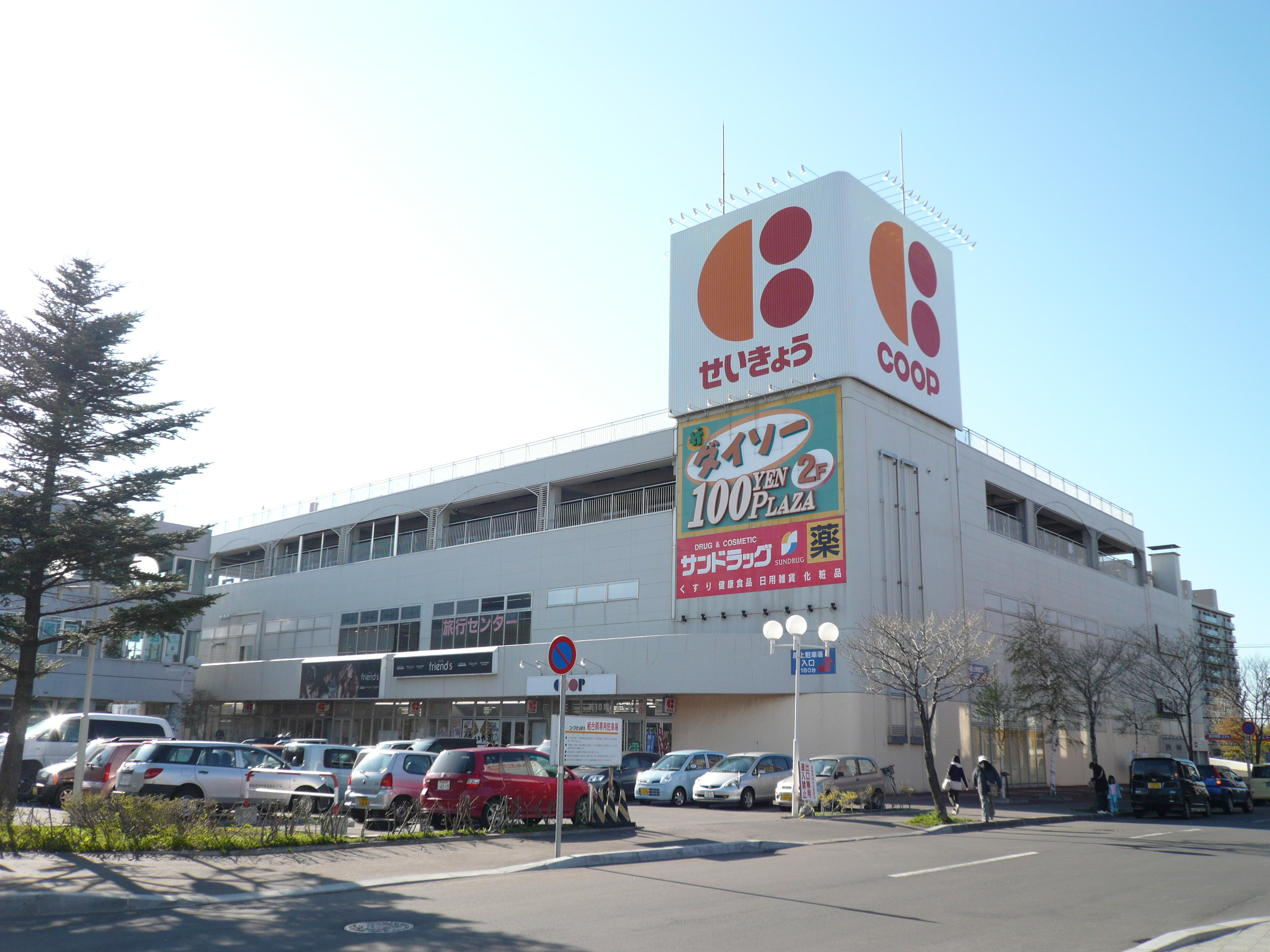
コープさっぽろ星置店
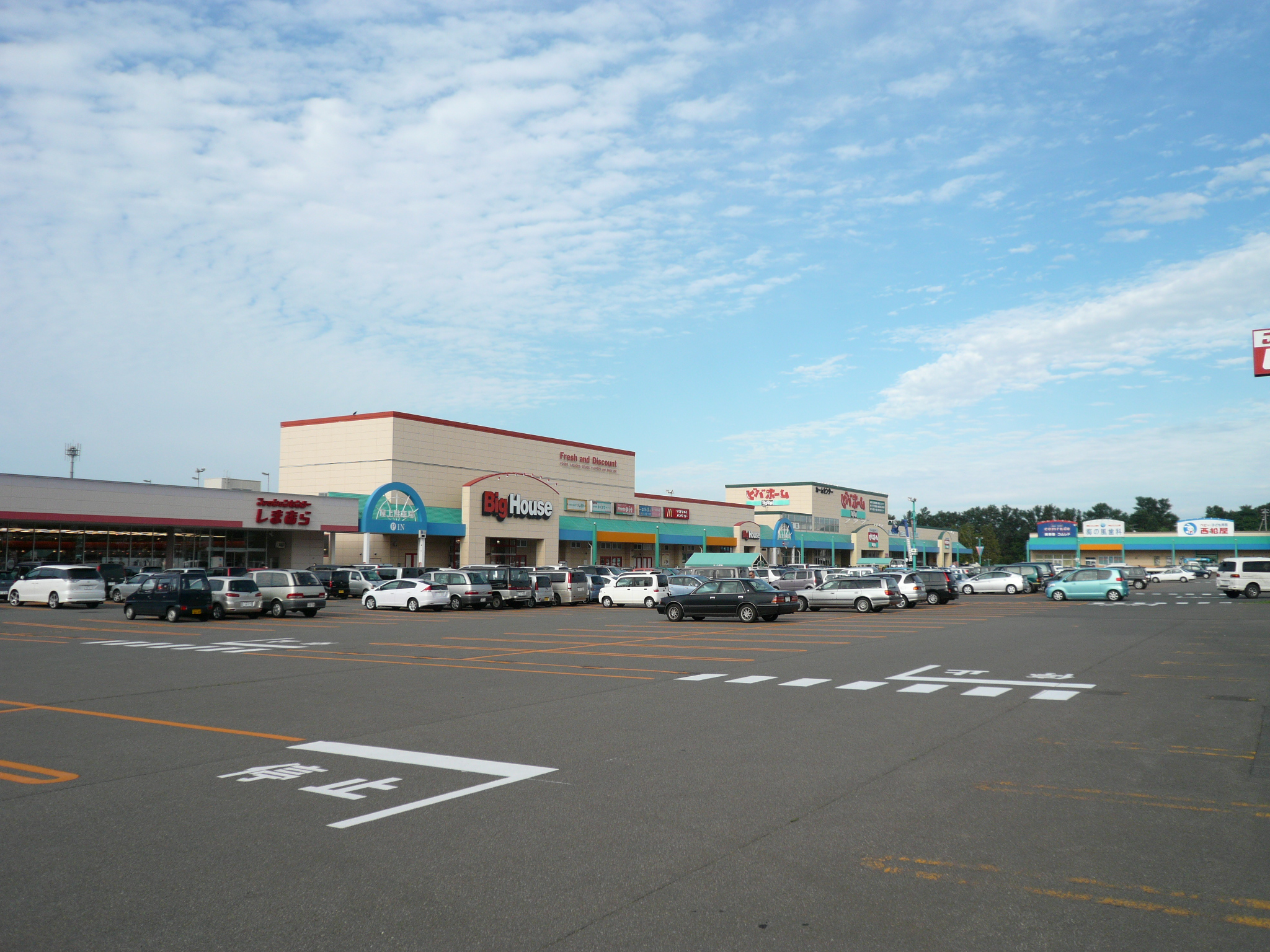
パストラル星置

### 南口
- 国道5号（北5条手稲通）
- 二十四軒手稲通
- 手稲警察署稲穂交番

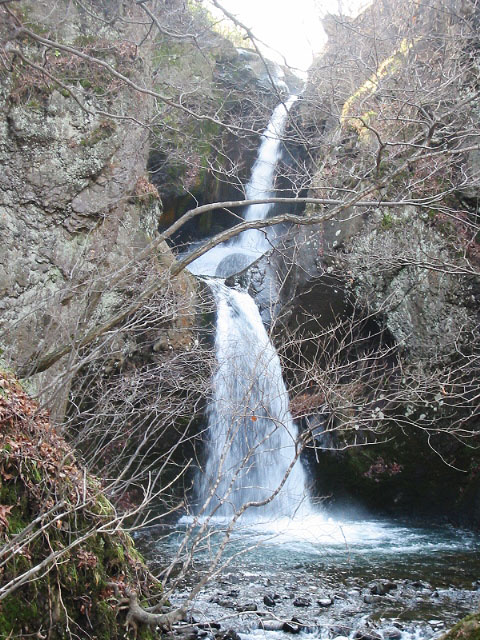
乙女の滝
- 星置の滝
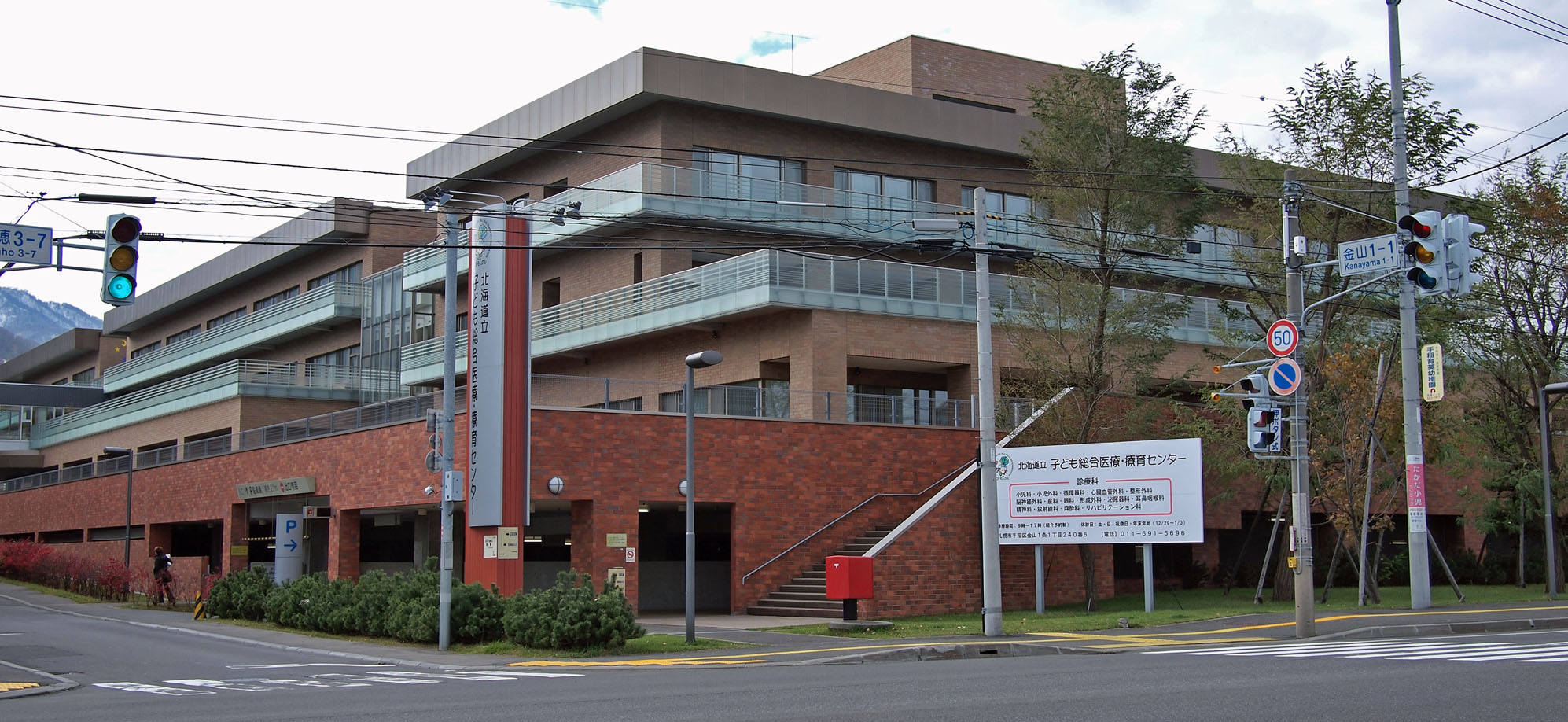
北海道立子ども総合医療・療育センター（コドモックル）
- ドナルド・マクドナルド・ハウスさっぽろ
- 札幌市立手稲西中学校
- 札幌市立手稲西小学校
- 北海道手稲養護学校
- 北海道札幌稲穂高等支援学校

- 星置の滝
- 北海道立子ども総合医療・療育センター

### かつて周辺にあった施設
北口・西口
- ダイエー星置店 - 北海道ジェイ・アール・ダイエーとしての1号店として1994年（平成6年）11月1日開店[新聞 3]。2002年（平成14年）2月4日閉店。2002年（平成14年）4月に後継テナントとして北雄ラッキー[新聞 4]星置駅前店開店。
- 札幌市農業協同組合（JAさっぽろ）星置支店 - 2011年（平成23年）3月14日手稲支店と統合により移転。
- シャトレーゼ星置店 - 2016年（平成28年）9月30日閉店。同区前田の手稲鉄北ショッピングセンターへ移転。

南口
- スーパーマーケットジョイ稲穂店 - 2018年（平成30年）4月30日閉店。

## バス路線
北口の駅前広場に「星置駅」停留所があるほか、南口すぐそばに「手稲稲穂1条7丁目北」停留所がある。いずれもジェイ・アール北海道バス札樽線。
星置駅停留所

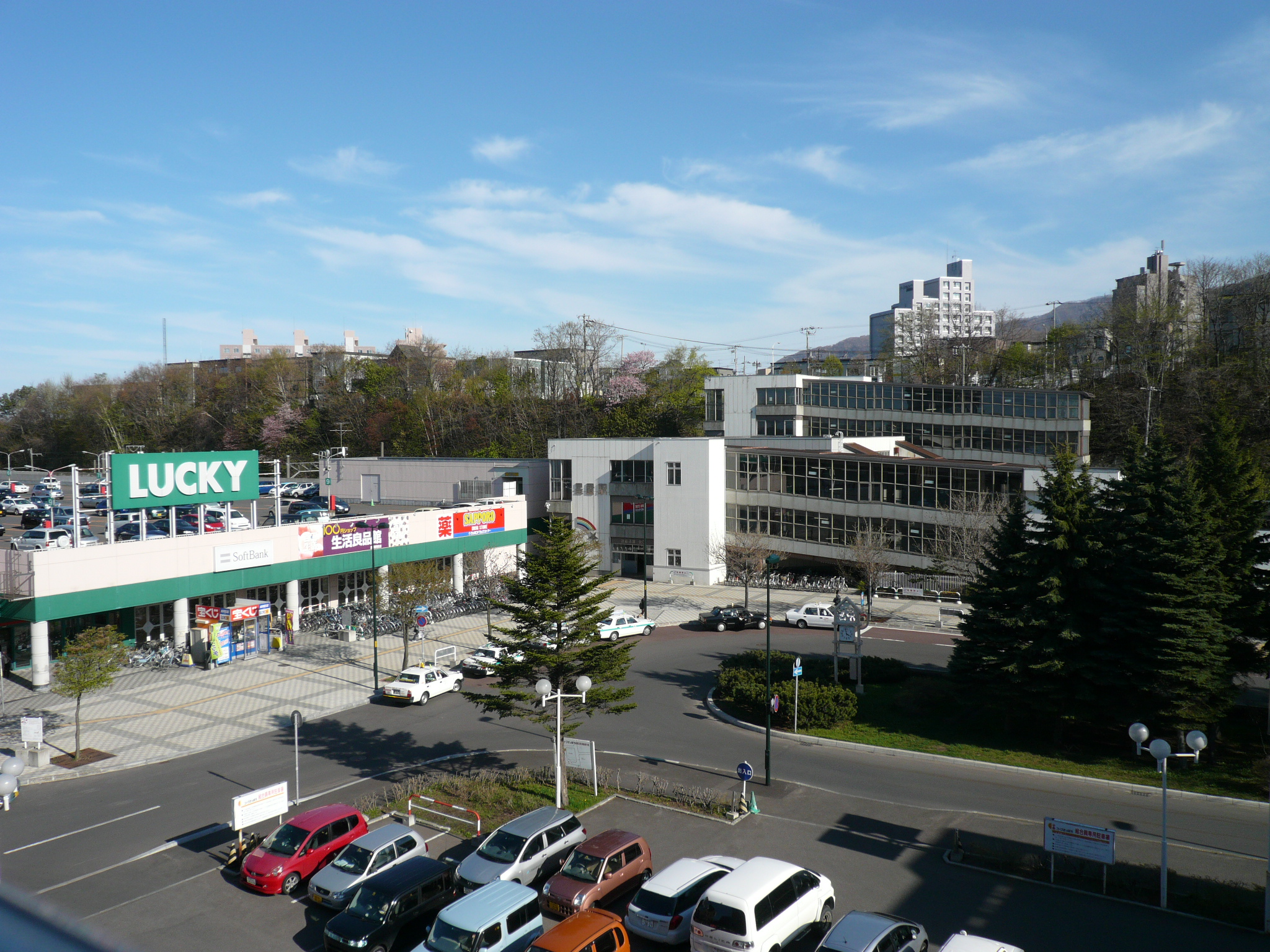
駅北口ターミナル（2011年5月）

- 宮59：宮の沢駅前（宮の沢バスターミナル）行（手稲営業所前・手稲駅南口経由）
- 手81・手84：手稲駅北口行、星置通行
- 手85：手稲駅北口行
- 手80：手稲駅北口行（運転免許試験場経由）

手稲稲穂1条7丁目北停留所
- 快速64：JR札幌駅行、手稲鉱山通行

## 隣の駅
北海道旅客鉄道（JR北海道）
■函館本線

ほしみ駅 (S10) - 星置駅 (S09) - 稲穂駅 (S08)

### 報道発表資料
1. ↑  『駅番号表示（駅ナンバリング）を実施します』（PDF）（プレスリリース）北海道旅客鉄道、2007年9月12日。2014年9月6日閲覧。
2. ↑  『Kitacaサービス開始日決定について』（PDF）（プレスリリース）北海道旅客鉄道、2008年9月10日。2015年6月12日閲覧。

### 新聞記事
1. 1 2  “祝い一色、星置駅1世紀の悲願やっと開業”. 北海道新聞 (北海道新聞社). (1985年10月2日)
2. ↑  “駅構内ATM4カ所に開設 北洋銀”. 北海道新聞 (北海道新聞社). (2005年11月22日)
3. ↑  “北海道JRダイエー、1号店「星置店」開店 JR直結で多店舗化狙う”. 日本食糧新聞 (日本食糧新聞社). (1994年11月9日)
4. ↑  “北海道グローバル特集:グローバル時代へ提言＝北雄ラッキー社長・桐生泰夫氏”. 日本食糧新聞 (日本食糧新聞社). (2002年5月31日)